# Web of Science
Web of Science Core Collection je online akademická služba založená společností Thomson Reuters (s divizí Reuters) a od roku 2021 poskytovaná společností Clarivate. Poskytuje přístup k 7 databázím: Science Citation Index (SCI), Social Sciences Citation Index (SSCI), Arts & Humanities Citation Index (A&HCI), Index Chemicus, Current Chemical Reactions, Conference Proceedings Citation Index: Science a Conference Proceedings Citation Index: Social Science and Humanities. Obsah této databáze zahrnuje více než 10 000 nejvýznamnějších odborných časopisů z celého světa včetně Open Access časopisů a více než 110 000 konferenčních příspěvků. Pokrývá přírodní vědy, sociální vědy, umění a humanitní vědy od roku 1900 ve 256 disciplínách.

## Obsah
Sedm citačních indexů obsahuje reference citované dalšími články.
Používání Web of Science je licencováno institucím, jako jsou univerzity a výzkumná oddělení, obvykle skrze Web of Knowledge.

## Kritika
Sanfranciská deklarace o hodnocení výzkumu, ke které se připojila i Akademie věd České republiky, kritizuje, že Journal impact factor silně straní etablovaným časopisům a může být manipulovatelný jejich editory.